# Gustaaf Willem van Imhoff

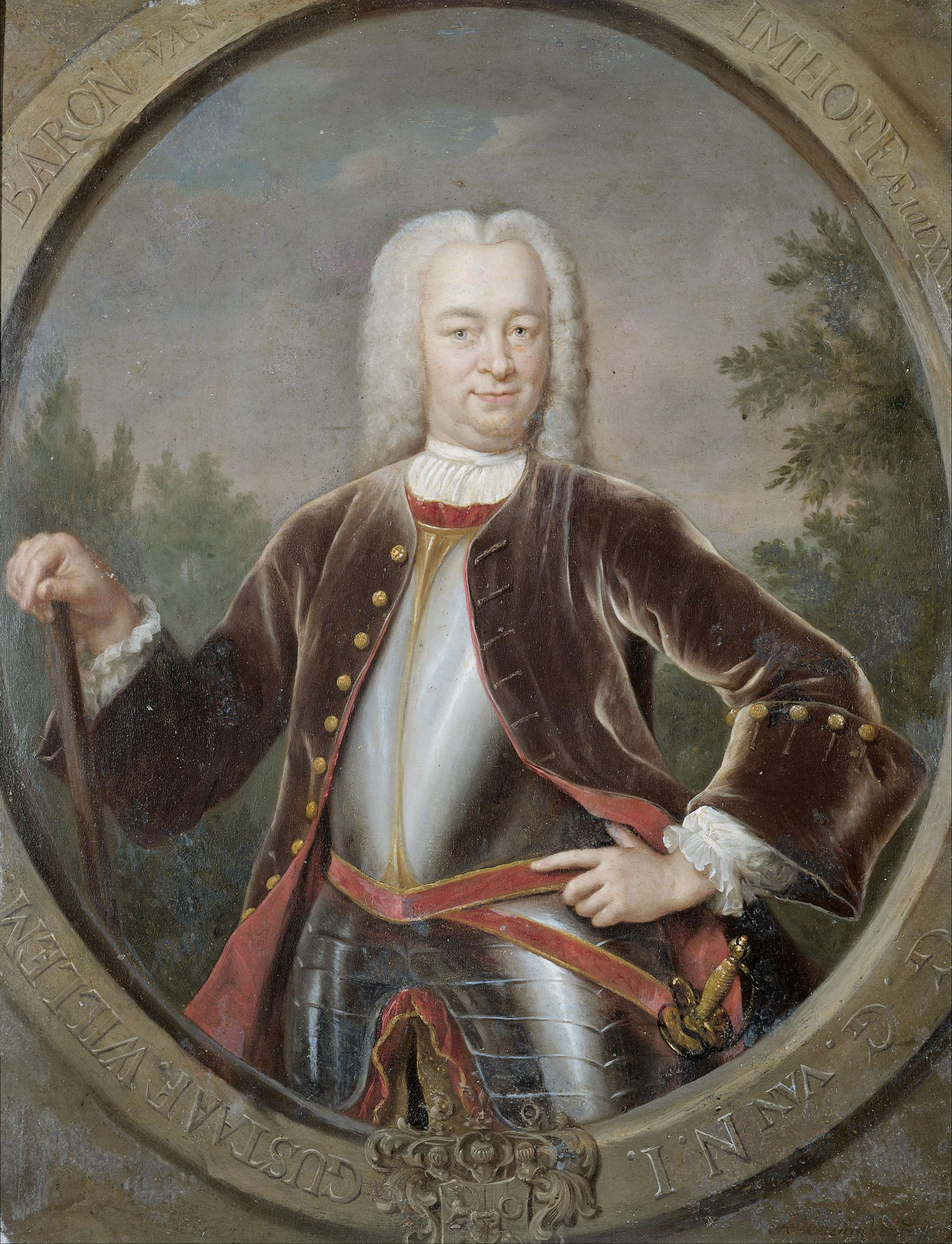
Gustaaf Willem van Imhoff, 1742

Gustaaf Willem Baron van Imhoff (deutsch auch Gustav Wilhelm Freiherr von Imhoff; * 8. August 1705 in Leer (Ostfriesland); † 1. November 1750 in Batavia) war ein deutscher Generalgouverneur von Niederländisch-Indien.

## Herkunft
Gustaaf van Imhoffs Eltern waren Wilhelm Heinrich von Imhoff (1663–1725) und dessen Ehefrau Isabella Sophia Boreel (1667–1728), die eine Tochter des Bürgermeisters von Amsterdam Jacob Boreel (1630–1697) war. Sein Vater war ostfriesischer Rat, Drost zu Leer sowie sächsischer Gesandter in Stockholm, London und Berlin. Er entstammte der ostfriesischen Linie des alten Nürnberger Patriziergeschlechts Imhoff.

## Laufbahn
Van Imhoff ging am 19. Januar 1725 als Untercommis in Diensten der Niederländischen Ostindien-Kompanie  (VOC) nach Batavia (heute die indonesische Hauptstadt Jakarta) und wurde bereits 1727 zum „Ersten Commis“ befördert. Im selben Jahr heiratete er Katharina Magdalena Huysmann.
1730 erhielt er das Amt eines Sekretärs der Regierung von Indien und 1732 das eines „Außerordentlichen Rates“. 1732 wurde er nach Sri Lanka, damals Ceylon, geschickt, um die durch die Beamten der Gesellschaft hervorgerufenen Missstände zu beseitigen.
Während eines Aufenthaltes auf Sri Lanka im Jahr 1738 ließ er auf eigene Kosten in Colombo einen Katechismus und eine Bibel in singhalesischer Sprache drucken und unter die Bevölkerung verteilen. Ein Aufenthalt auf Malabar im Jahr 1739 gab ihm nochmals Gelegenheit, sich auszuzeichnen.
Nach einem Aufenthalt in Europa, wohin er zur Berichterstattung reiste, kehrte er 1740 im Range eines „Ordentlichen Rates“ nach Indonesien zurück. Hier geriet er in Streit mit Adriaan Valckenier, der 1737 Generalgouverneur geworden war. Die im Lande lebenden Chinesen planten 1740 einen Aufstand mit dem Ziel, sich in Besitz der Insel zu bringen. Van Imhoff gelang es, diesen Aufstand mit militärischer Gewalt niederzuschlagen. Valckenier gab am 9. Oktober 1740 den Befehl, die chinesische Bevölkerung niederzumetzeln. Während einer Ratssitzung am 6. Dezember 1740 ließ Valckenier Van Imhoff sowie zwei weitere Räte verhaften und zur Verurteilung nach Europa bringen.
In Europa angekommen erfuhr Van Imhoff, dass er von den „Heeren XVII“, dem Direktorium der VOC,  im Dezember 1740 zum Generalgouverneur von Batavia ernannt worden war. Seinen dreizehnmonatigen Aufenthalt nutzte er zur Abfassung einer Darstellung der Zustände in Holländisch Ostindien für die Kompanie.
Ab Mai 1743 zurück in Batavia, gewährte er den chinesischen Bewohnern größere Freiheiten im Handel und weitete diesen auf die spanischen Besitzungen in Amerika, insbesondere Mexiko, aus. Außerdem erließ er neue Polizeivorschriften und nahm Verbesserungen im Militärwesen vor.
Nachdem er im Jahr 1748 zum General der Infanterie ernannt worden war, erweiterte er 1749 das Herrschaftsgebiet der Kompanie um große Gebiete, wie er es auch schon im Jahr 1747 getan hatte. Er verstarb überraschend am 1. November 1750 und wurde in der holländischen Kirche beigesetzt.

## Familie
Er heiratete 1727  in Batavia Catharina Magdalena Huysman (1708–1744), eine Tochter des Generaldirektors von Niederländisch-Indien Anthony Huysman (1668–1728) und Catharina Pelgram. Das Paar hatte einen Sohn, der jung starb. Auf ausdrücklichen Wunsch von Imhoff wurden am 7. Juli 1757 die zwei überlebenden Kinder mit der Javanerin Helena Pieters legitimiert, von ihnen stammt die Linie Imhoff in den Niederlanden ab.

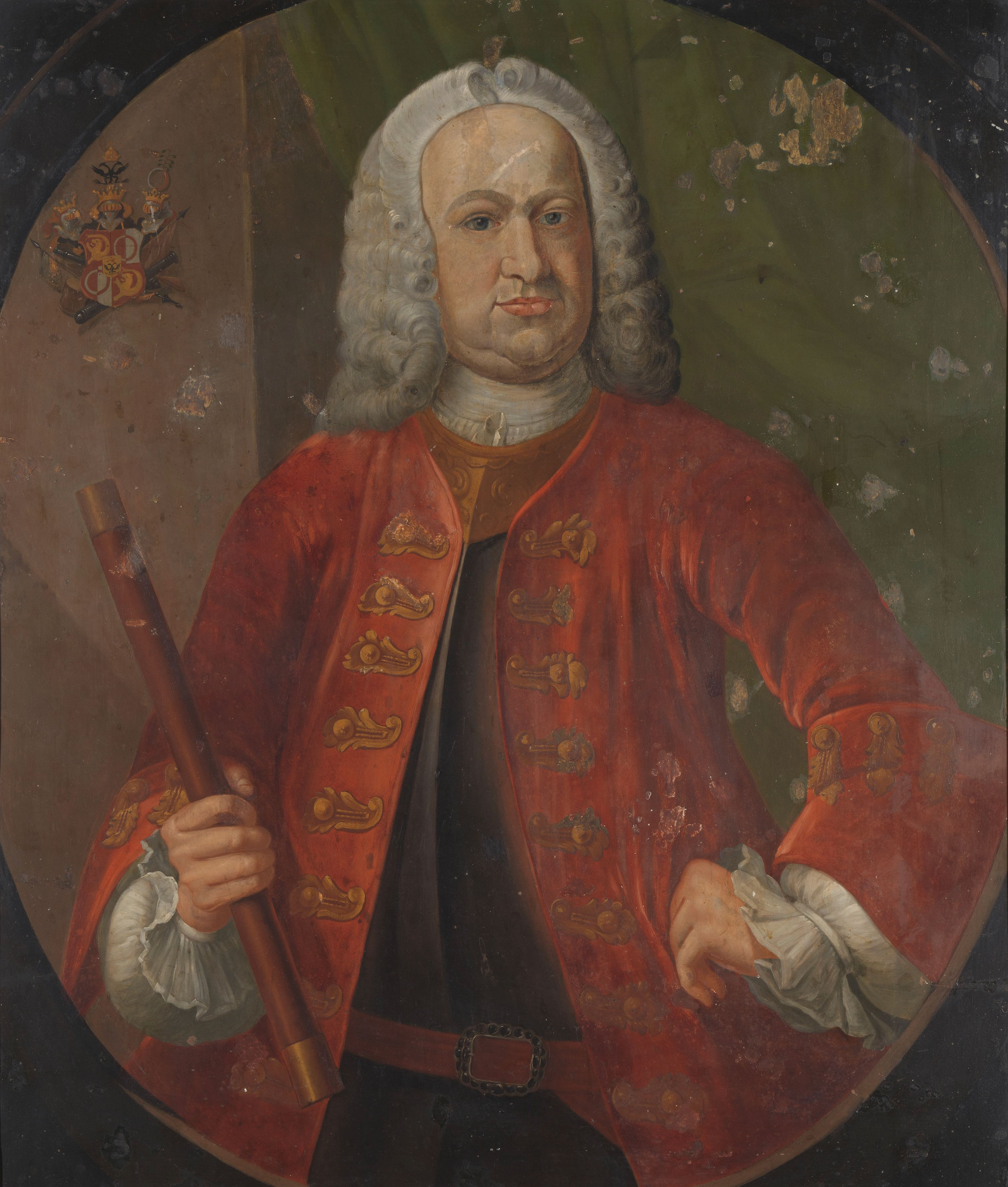
Porträt (nach Jan Maurits Quinkhard)
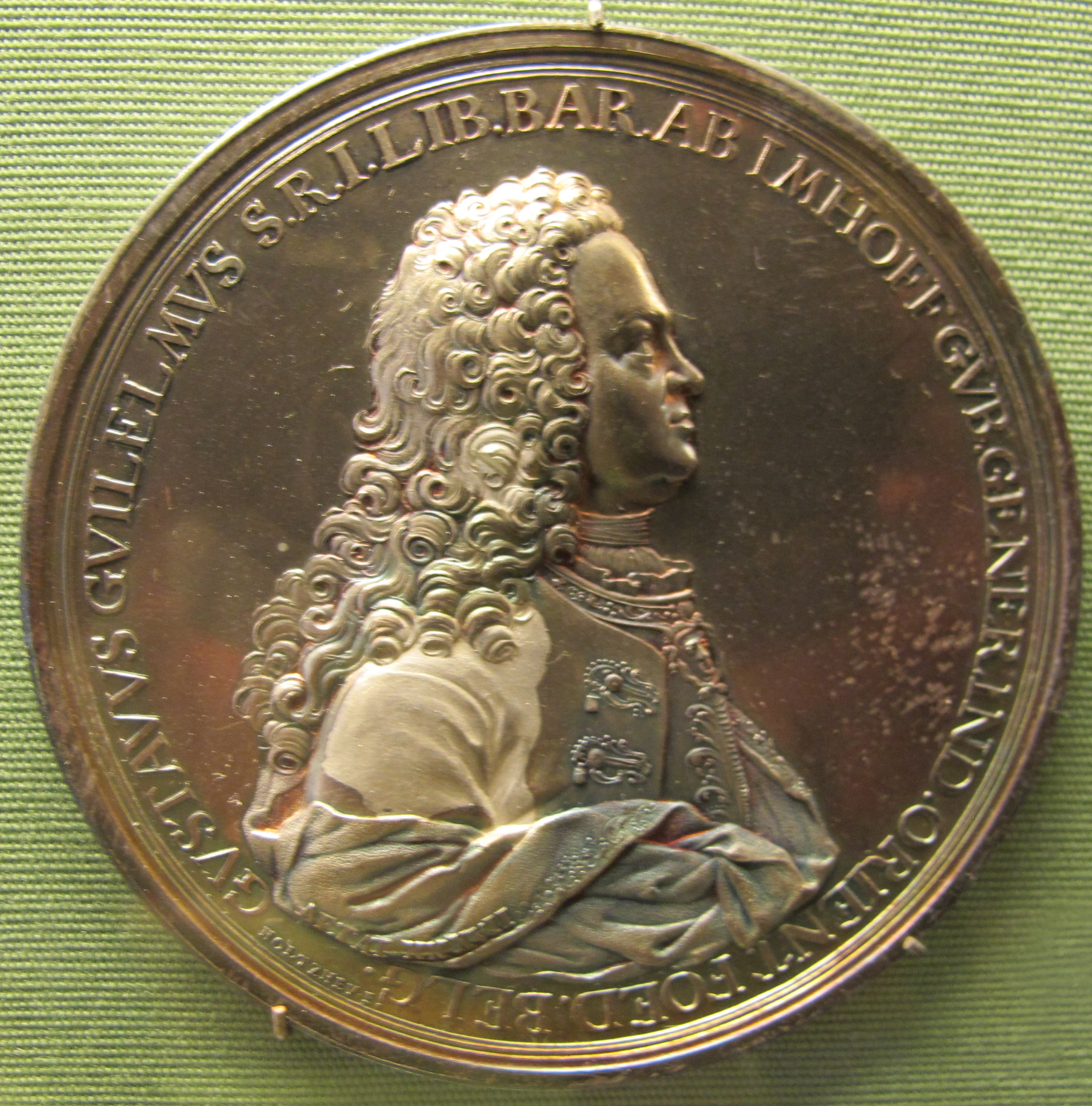
Medaille von Martin Holtzhey (1742)
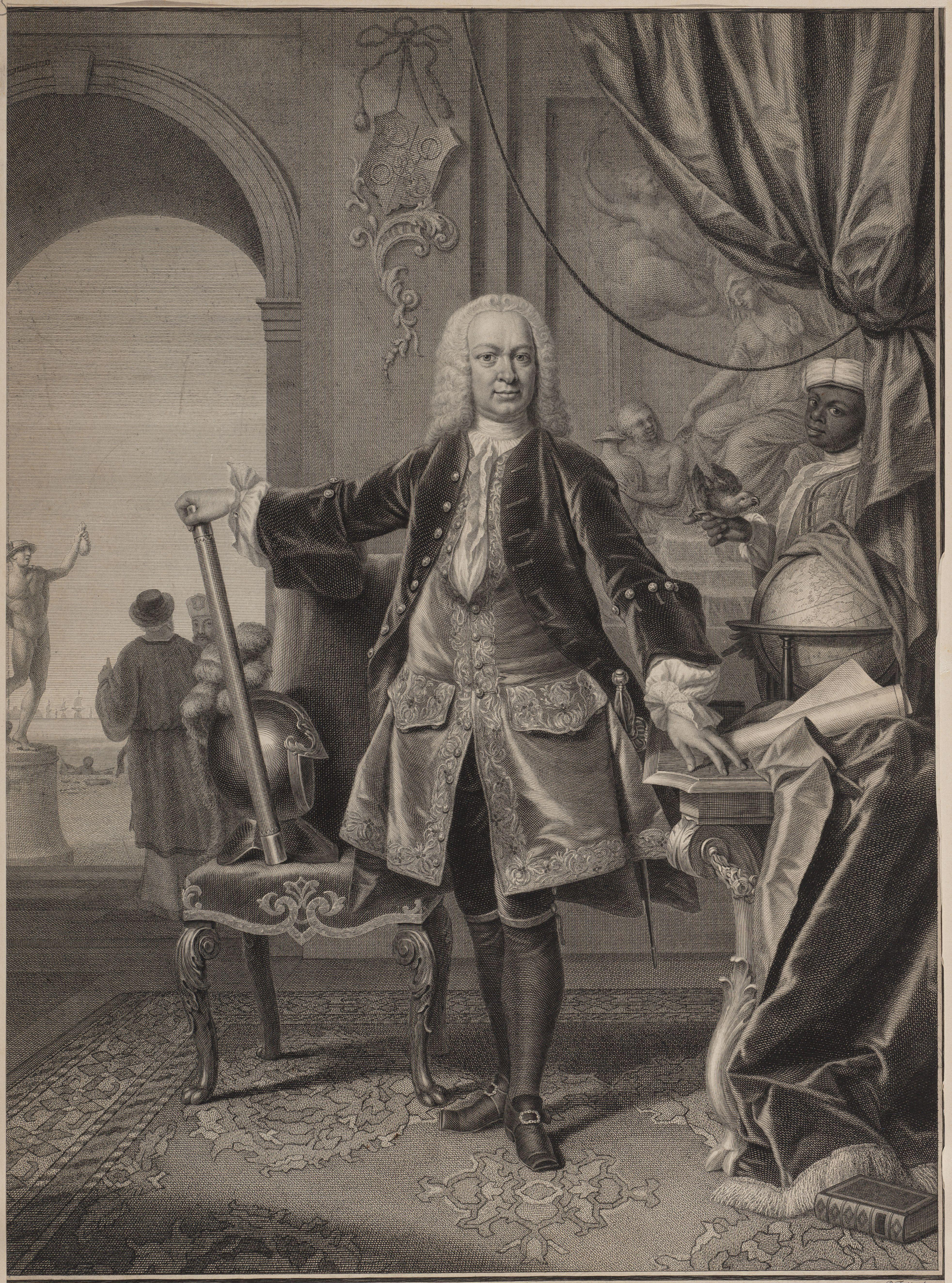
Stich von Pieter Tanjé (1745)
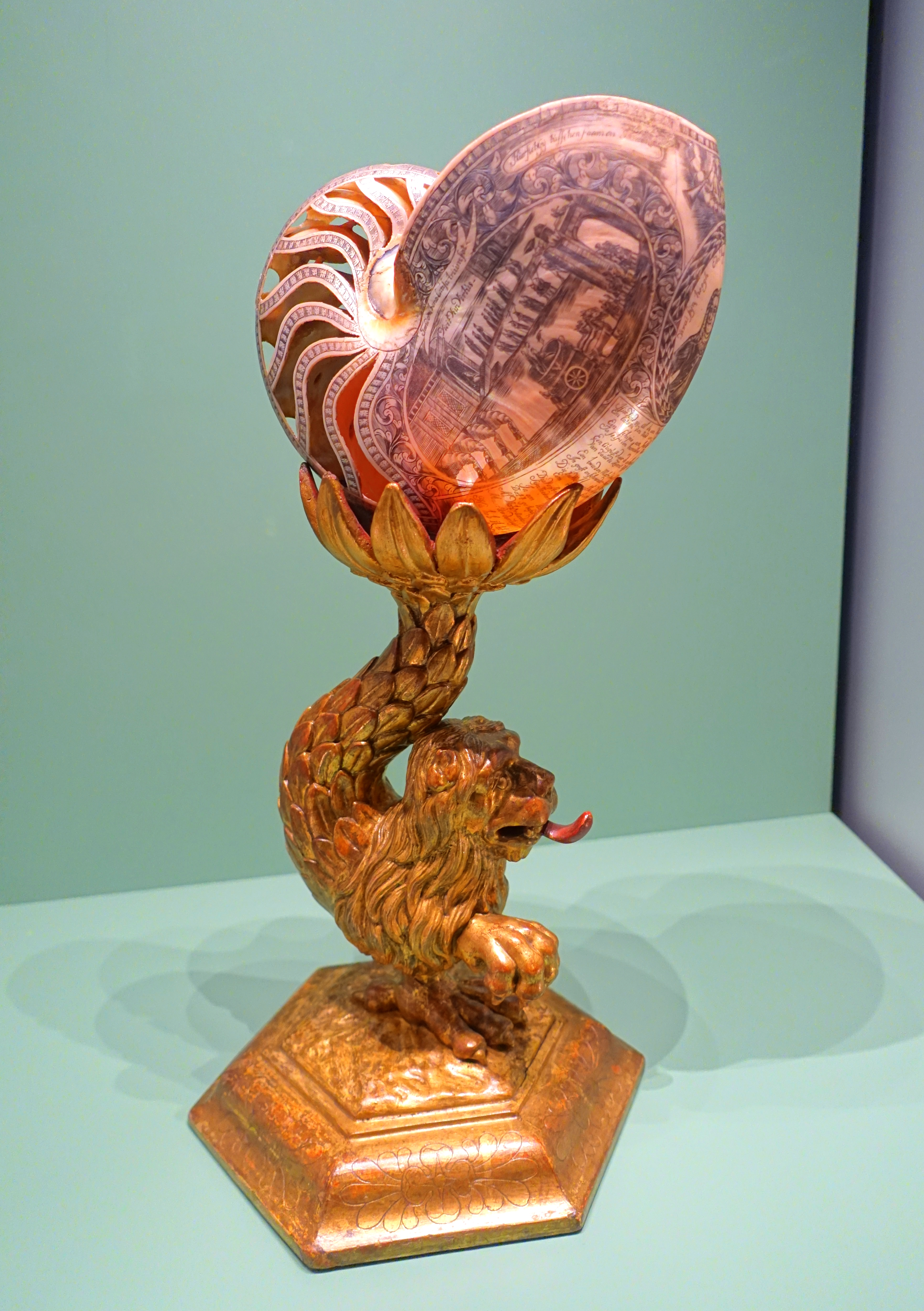
Nautilusgehäuse mit graviertem Einzug des Gustav Wilhelm von Imhoff in Batavia

## Nachleben
Nach ihm wurden einige Schiffe der Koninklijke Paketvaart Maatschappij benannt. Das Letzte wurde unrühmlich bekannt durch seinen Untergang mit deutschen Internierten während des Zweiten Weltkrieges.